# Wapen van Olen

Het wapen van Olen

Het wapen van Olen werd voor het eerst op 6 oktober 1819 per koninklijk besluit aan de Antwerpse gemeente Olen toegekend. Twee latere varianten werden op 25 mei 1838 en 11 januari 1905 toegekend. 

## Blazoeneringen

### Eerste blazoenering (1819)
De eerste blazoenering luidt als volgt:
Gevierendeeld, het 1e en 4e van lazuur, beladen met eene vijfpuntige ster van goud, het 2e en 3e mede van lazuur en beladen met drie banden van zilver.
De eerste blazoenering werd door de Hoge Raad van Adel toegekend in een gewijzigde blazoenering van de huidige.

### Tweede blazoenering (1838)
De tweede blazoenering luidt als volgt:
Vier vakken waervan het eerste en het vierde van hemelsblaeuw koleur met eene gouden ster, het tweede en het derde van hemelsblaeuw koleur met dry dwarsstreepen van wit koleur.
Deze blazoenering werd in 1838 per koninklijk besluit door de Raad van Adel verleend.

### Derde blazoenering (1905)
De derde blazoenering luidt als volgt:
Gevierendeeld 1. en 4. in lazuur een vijfpuntige ster van goud 2. en 3. in lazuur drie schuinbalken van zilver.
Op een blauw schild is linksboven en rechtsonder een gouden ster afgebeeld, rechtsonder en linksboven zitten er in het wapen balken van zilver en blauw.

## Geschiedenis
Olen werd van de veertiende eeuw tot laat in de achttiende eeuw bestuurd door de familie Merode. In het wapen dat uit 1780 dateert zitten elementen van het familiewapen van Merode en van Sint Martin van Tours (de beschermheilige van de regio) verwerkt.